# Trakt pocztowy

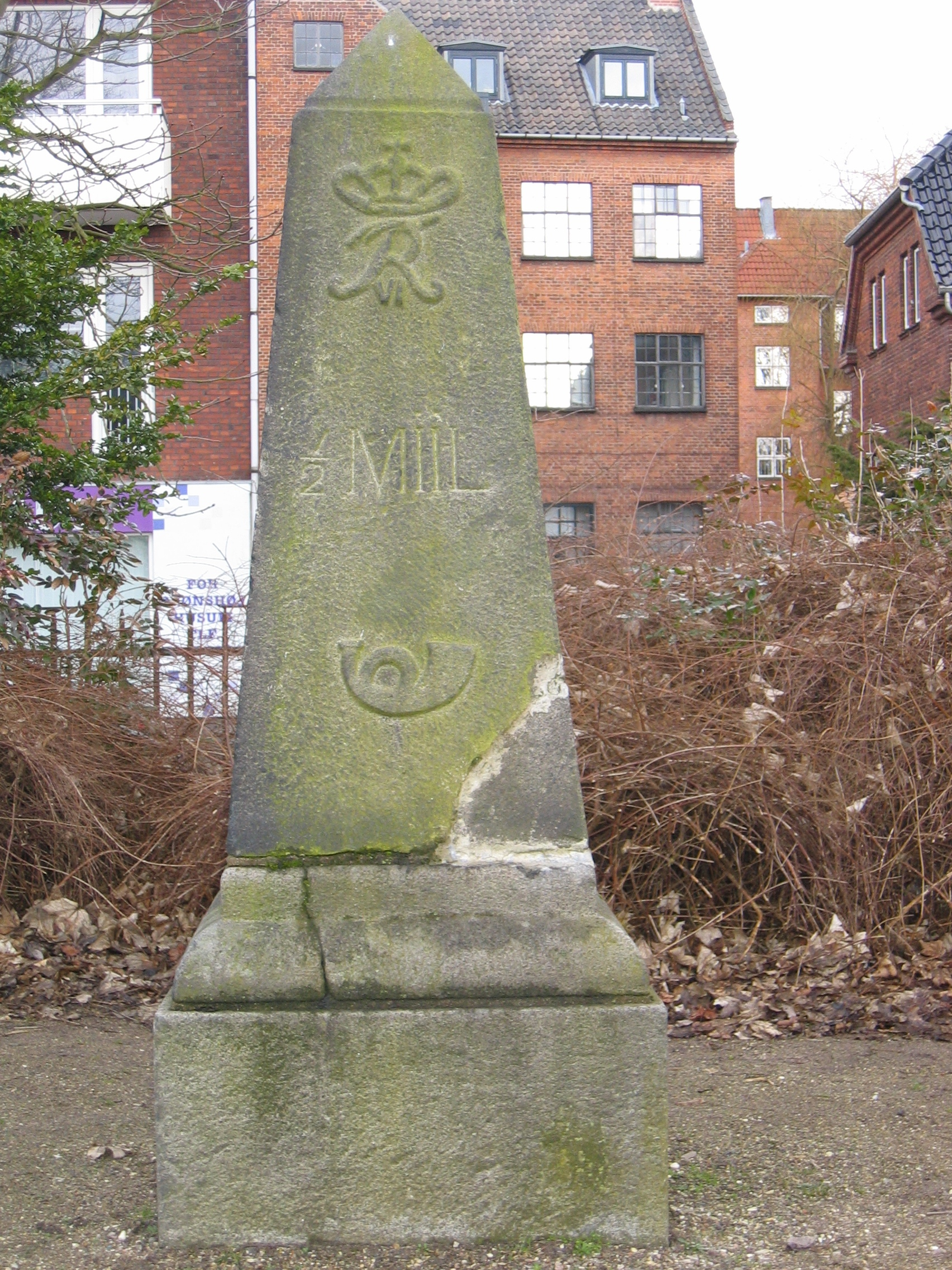
Kamień milowy w Brønshøj (Dania) na dawnym trakcie pocztowym

Trakt pocztowy – wybrane połączenie drogowe, po którym odbywał się zorganizowany transport osób oraz przesyłek pocztowych. Aby móc używać dyliżansów i innych pojazdów konnych, drogi traktu pocztowego musiały być utwardzone. Przy traktach pocztowych ustawiano kamienie milowe wskazujące odległości pomiędzy stacjami pocztowymi.
Trakty pocztowe dzielono na konne i wozowe, którymi równocześnie z przesyłkami przewożono osoby.
W roku 1799 austriacki kartograf i wydawca Franz Johann Joseph von Reilly opublikował Atlas Universae Rei Veredariae - pierwszy w Europie atlas map pocztowych zawierający 40 map przedstawiających sieć dróg oraz stacji pocztowych Europy i zachodniej Syberii.